# José Joaquín Vargas
José Joaquín Vargas, también conocido como J. J. Vargas, (París, 1868-1936) fue un terrateniente colombiano.
Fue propietario de la Hacienda El Salitre en Bogotá.

## Biografía
José Joaquín Vargas Escobar nació en París (Francia) el 27 de octubre de 1868, durante unas vacaciones de sus padres, León Vargas Calvo y María Josefa Escobar. Estudió Derecho en la Universidad del Rosario llegando a ser abogado de profesión, y ocupó durantes más de veinte años la presidencia del Jockey Club de Bogotá. Vivió en La Candelaria, en el actual Parque el Palomar del Príncipe (carrera 3 con calle 13).
Vargas heredó de sus padres la Hacienda El Salitre, que a principios del siglo XIX pertenecía a los hermanos Nicolás y Rafael de Rivas, que también eran dueños de otras propiedades en Bogotá como Puente Aranda, y La Estanzuela, en las afueras de la ciudad. El Salitre comprendía el terreno ubicado entre la Norte-Quito-Sur y la Avenida Boyacá, de oriente a occidente; y entre la Calle 68 y el canal del río San Francisco, de norte a sur. Eran 1500 ha en total. El terreno era una herencia que su madre había recibido a mediados del siglo XIX y que fue objeto de un largo litigio que sólo concluyó en 1873 con la finalización del pleito a favor de León Vargas Calvo, en representación de su esposa.
Vargas murió, el 2 de marzo de 1936, de una hemorragia cerebral, a sus 68 años.

## Familia
José Joaquín Vargas fue sobrino nieto de Luis Vargas Tejada, dramaturgo colombiano del siglo XIX, autor de la obra de teatro “Las convulsiones”.
También era sobrino bisnieto de la escritora María Josefa Acevedo de Gómez.

## El Salitre después de su muerte
Propietario de varias haciendas en la ciudad de Bogotá, que heredó de sus padres, José Joaquín Vargas no tuvo hermanos, ni descendencia y jamás se casó. Tras su muerte en 1936, se abrió su testamento y de esta manera se supo que Vargas había donado todos sus bienes a diferentes obras de beneficencia, particularmente al Hospital San Juan de Dios de Bogotá.
Según la estimación oficial realizada en ese momento, dicha herencia incluía 2300 fanegadas de tierra de la hacienda El Salitre, que fueron avaluadas en 700 pesos cada una; 60 fanegadas de "El Ejido", cuyo precio fue calculado en 2000 pesos por fanegada; 18 fanegadas de La Pepita, cuyo precio podría ser de 500 000 pesos; una casa ubicada en la carrera, 5 entre calles 12 y 13; una casa en la calle Florián ocupada por el Almacén Carulla y 170 000 pesos en efectivo.
Todos los bienes ascendieron a más de 2.000.000 de pesos de la época de los cuales legó 60.000 a sus parientes y amigos. El resto lo dividió en unidades.
El 6 de diciembre de 1922, Vargas redactó su testamento en el que legó sus propiedades a varias instituciones religiosas.
Mediante Escritura Pública 3451 del 20 de septiembre de 1937 el Gobierno Nacional compró una parte de la Hacienda El Salitre  para construir allí la Ciudad Universitaria de Bogotá donde desde entonces funciona la Universidad Nacional de Colombia.
Luego, Gustavo Rojas Pinilla construyó la avenida el Dorado y también desarrolló las obras del CAN.

## Homenajes
Entre los lugares que llevan el nombre de Vargas se encuentran los siguientes:
- Barrio José Joaquín Vargas (Bogotá): A mediados de los años 1960, en parte de los terrenos de la Hacienda El Salitre se construyó el barrio que lleva su nombre y que va desde la calle 66B a la avenida calle 68 y desde la carrera 48 a la avenida carrera 68.[6]
  - Colegio José Joaquín Vargas: Ubicado en el barrio del mismo nombre.[13]
- Centro Femenino Especial José Joaquín Vargas de Sibaté:[14] Un hospital psiquiátrico.